# Pete King
Peter Stephen George King (Bow, 23 augustus 1929 - 21 december 2009) was een Britse jazzmuzikant, die samen met Ronnie Scott de jazzclub Ronnie Scott's oprichtte en deze leidde tot 1994.

## Carrière
King leerde als jeugdige klarinet en tenorsaxofoon spelen bij Harry Lewis, de schoonvader van Vera Lynn. Vervolgens werkte hij bij het voertuigenonderhoud van London Transport, maar werd spoedig beroepsmuzikant. Hij speelde aanvankelijk in de dansorkesten van Leslie Hutchinson, Teddy Foster, Ambrose en Oscar Rabin en Jack Parnell, waar hij in 1952 de plaats innam van Ronnie Scott. Samen met meerdere muzikanten uit het orkest van Parnell en Ronnie Scott formeerde hij uiteindelijk een ensemble, dat de modernjazz was toegewijd. In 1957 werd hij manager van de Jazz Couriers, waarbij Tubby Hayes en Scott samenwerkten. Als saxofonist nam hij ook op met Kathy Stobart en Vic Feldman.
In 1959 openden Scott en King de internationaal gerenommeerde jazzclub Ronnie Scotts in Soho, die King als manager leidde en ook na Scotts overlijden in 1996 verder leidde, voordat hij deze in 2005 verkocht aan Sally Green.

## Overlijden
Pete King overleed op 21 december 2009 op 80-jarige leeftijd na een langdurige ziekte.
- International Standard Name Identifier: 0000 0003 9610 7023
- MusicBrainz: 9c7ca818-eed7-4bfb-be74-2d64cc536747
- Nederlandse Thesaurus van Auteursnamen: 070923698
- Istituto Centrale per il Catalogo Unico: SBNV076491
- Virtual International Authority File: 290944091